# محافظة المنيا
محافظة المنيا هي إحدى محافظات مصر، تقع بين محافظتي بني سويف شمالًا وأسيوط جنوبًا. عاصمتها مدينة المنيا. هي واحدة من أهم محافظات صعيد مصر وذلك بسبب موقعها المتوسط وما تضمه من مواقع أثرية فريدة. بها جامعة كبيرة تضم خمسة عشرة كلية. لُقِّبت سابقاً باسم منيا الفولي نسبة إلى الشيخ أحمد الفولي.

## تاريخ

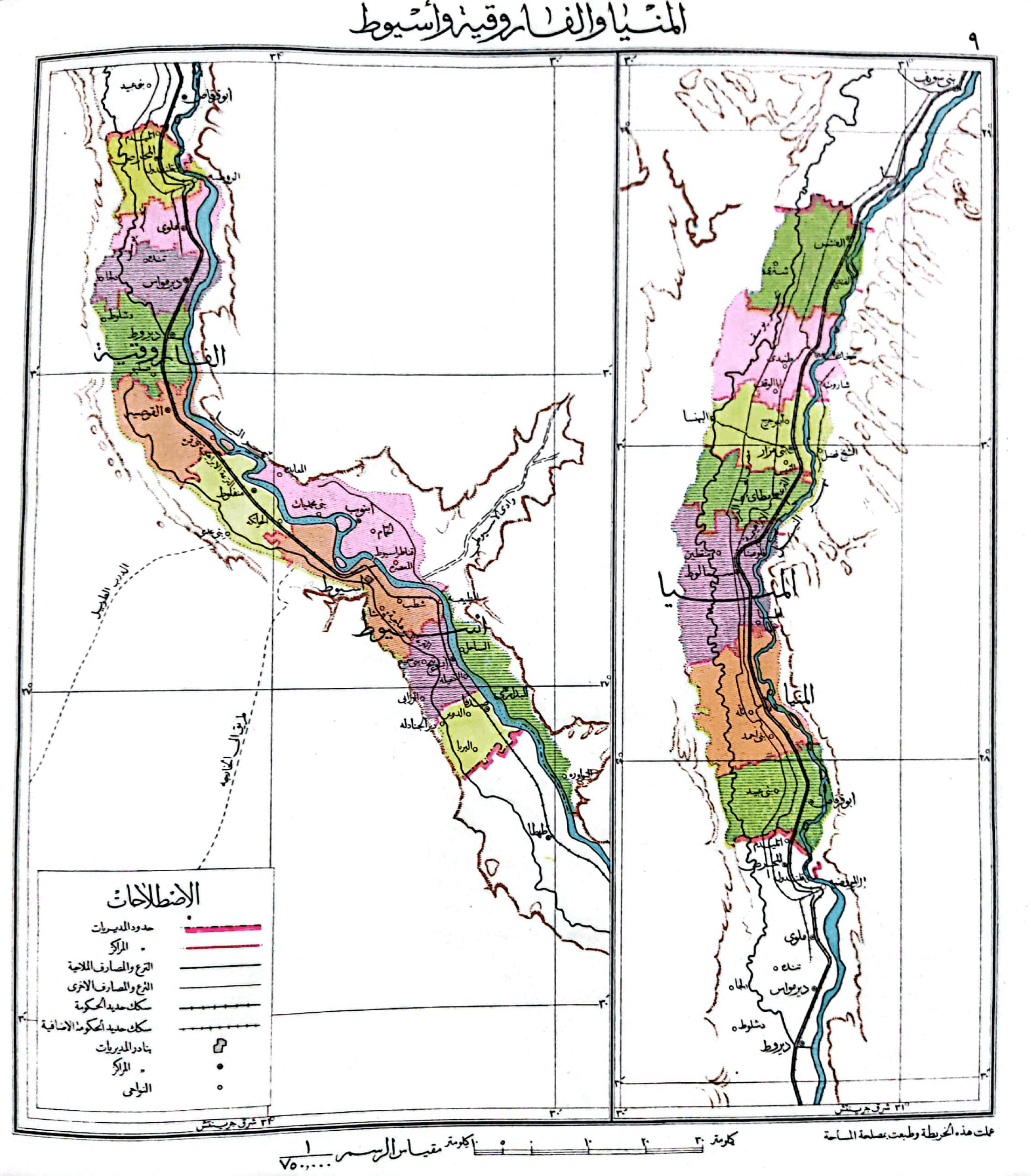
خريطة لمديريات المنيا وأسيوط ومديرية الفاروقية المقترحة سنة 1951

في العصر الفرعوني كان الإله (تحوت) هو معبودها موصوفاً بأنه إله الحكمة والمعرفة. وفي العصر القبطي شُيّدت كنيسة السيدة العذراء متزامنة في الوقت الذي شيدت فيه كنيسة القيامة في القدس. وفي أواخر القرن السابع الميلادي وصل إليها الفتح الإسلامي في عهد الخليفة عمر بن الخطاب فأزال حكم الرومان الشرقيين عنها، وانتشر الإسلام فيها بسرعة فصارت الأغلبية العظمى من أهلها تعتنق الإسلام وشُيّدت الكثير من المساجد في أرجائها واستمر ذلك في زيادة في عهد الخليفة عثمان بن عفان والخليفة علي بن أبي طالب وعهود الحكم التي تلت ذلك إلى العصر الحديث.

## أصل الاسم
تطور اسم المنيا من الكلمة الهيروغليفية (مِنعه) وهو مختصر من الاسم الكامل القديم (مِنعه خوفو) الذي ورد في نقوش مقابر بني حسن وهو اسم مرضعة الملك خوفو، ثم تطور هذا الاسم إلى (مِنه) في القبطية وتعني المنزل، ومنه جاء الاسم الحالي (المنيا)، وكان في العصر الإسلامي حكمها الوالي ابن خصيب فنسبت ‘ليه منية ابن خصيب التي تمنى ولايتها الخصيب بن عبد العزيز، ابن الخليفة العباس وتحققت أمنيته بولايته عليها، وكنية منيا الفولي تقال نسبة إلى العالم الإسلامي الشهير أحمد الفولي تيمنا بإقامته بها.

## عيد المنيا القومي
عيد المنيا القومي يوم 18 مارس، بمناسبة انتفاضة شعبي دير مواس وملوي حيث انتظروا قطار قادم من الجنوب يحمل مفتش السجون الإنجليزي بوب فحرقوا القطار بمن فيه. وأصبح هذا اليوم عيدا قومياً للمنيا.[بحاجة لمصدر]

## التقسيم الإداري
تنقسم المحافظة إدارياً إلى 9 مراكز إدارية تضم 9 مدن و 57 وحدة محلية قروية و346 قرية و1429 عزبة ونجع، بالإضافة إلى مدينة المنيا الجديدة.
- مغاغة
- بني مزار
- مطاي
- سمالوط
- مدينة المنيا
- أبو قرقاص
- ملوي
- دير مواس
- العدوة

## اقتصاد المنيا

### الصناعة
محافظة المنيا من المحافظات الصناعية بمصر، فيها مصانع إسمنت أبيض وأسود بسمالوط ومحاجر الحديد والصلب ومحاجر الرمال ومحاجر الرخام ومحاجر الحجر الجيري ومحطات تعبئة الغاز الطبيعي ومصانع المياه الغازية بمركز سمالوط، ومصانع الزيوت ومحالج الأقطان ومحطات تعبئة الغاز الطبيعي ومصانع المياه الغازية بمركز المنيا
ومصانع السكر بمركز أبو قرقاص ومصانع البلاط والطوب الرملي بمركز مغاغة.

### الزراعة
محافظة المنيا من المحافظات الزراعية بمصر حيث تقدر مساحة الأراضي الزراعية بنحو 452 ألف فدان تمثل نحو 6.5 % من إجمالي مساحة الأراضي الزراعية بمصر. من أهم المحاصيل الزراعية فيها: القطن والقمح والذرة والبطاطس وقصب السكر والموز. [بحاجة لمصدر]

### السياحة
تعتبر محافظة المنيا متحفاً وسجلاً قديماً لعصور تاريخية مرت على مصر إذ تعتبر سجلاً وافياً للآثار الفرعونية والرومانية واليونانية والقبطية والإسلامية. من أهم الآثار في المحافظة مسجد اللمطي مسجد العمروي ومسجد المصري ومسجد الفولي وزاوية سلطان وطهنا الجبل وإسطبل عنتر ومسجد المئذنة المائلة ويوجد بها معبد للملكة حتشبسوت تل العمارنة ويوجد العديد من الأديرة المسيحية مثل دير السيدة العذراء بجبل الطير وكنيسة العائلة المقدسة بملوي وكنيسه أبونا عبد المسيح المناهري ودير الأنبا صموئيل ودير القديس أبو فانا بملوي وآثار انصنا والإشمونين.

### المناطق الأثرية
- منطقة الإشمونين (آثار يونانية ورومانية).
- منطقة تونا الجبل (آثار يونانية)
- طهنا الجبل (آثار يونانية – إسلامية – مسيحية).
- تل العمارنة (آثار فرعونية).
- البهنسا (آثار فرعونية – يونانية – مسيحية وإسلامية).
- جبل الطير (آثار فرعونية – مسيحية – إسلامية).
- مقابر فريزر (آثار فرعونية).
- إسطبل عنتر (آثار فرعونية).
- بني حسن (آثار فرعونية).
- مقبرة إيزادورا (آثار يونانية).

هذه المقبرة من عصر الإمبراطور هادريان، وهي لفتاة يونانية ماتت غرقاً، فأقام والدها هذا البيت الجنائزي، وبه كتابات يونانية فيها رثاء لوفاتها صغيرة السن.
- مقبرة «ماهو» (آثار فرعونية)

واحدة من أفضل المقابر الباقية بحالة جيدة، وصور الحائط بها تزودنا بتفاصيل مثيرة لأعمال وواجبات «ماهو» كرئيس للشرطة في عهد «أخناتون»
- بردنوها.
- مساجد أثرية (آثار إسلامية)

1. مسجد العمراوي ومسجد اللمطي بمدينة المنيا: يرجع تاريخهما إلى العصر الفاطمي.
2. مسجد الوداع أقدم مساجد المنيا، تم تجديده في العصرين المملوكي والعثماني.
3. مسجد الشيخ عبادة بن الصامت أول مسجد في ملوي (به مئذنتين من العصرين الأيوبي والعثماني)
4. ملوي – مسجد اليوسفي من العصر الفاطمي
5. المسجد العتيق بسمالوط
مسجد القايات يقع بمركز العدوة قرية القايات حيث يعتبر هذا المسجد من أقدم المساجد في المحافظة اعتمد في البناء على الزخرفة الإسلامية وما زالت موجودة إلى الآن وتم عمل ترميم من قبل وزارة الآثار لذلك المسجد يبلغ عمر هذا المسجد حوالي 500 سنة قد تعرض للأضرار نتيجة زلازل عام 1992 بمصر حيث قد هدمت المئذنة الرئيسة له وتم عمل مئذنة جديدة لا تتماشى معه إطلاقا.
- أديرة أثرية (آثار مسيحية)

1. دير السيدة العذراء يبعد حوالي 25 كم شمال شرق مدينة المنيا، وعلى بعد 2كم من الطريق الصحراوي الشرقي، وهو أحد المواقع الهامة التي مرت بها العائلة المقدسة وأقامت فيها أثناء رحلتها إلى مصر. بها كنيسة منقورة في الصخر أقامتها الإمبراطورة هيلانه في القرن الرابع الميلادي وتضم مجموعة من الأيقونات التي يرجع تاريخها إلى أوائل العصر المسيحي.
2. دير البرشا – به كنيسة الأنبا بيشوي من القرن الرابع الميلادي
3. دير أبو فانا (به كنيسة من القرن السادس الميلادي).

## وصلات خارجية
- البوابة الإلكترونية لمحافظة المنيا